# Serreta negra
La Serreta negra, también denominada en fragatino como alla dins [en español: «allí dentro»], es un espacio natural protegido como parte de la ZEPA Valcuerna, Serreta Negra y Liberola, a orillas del Ebro, situado en el término municipal de Fraga (Aragón, España).

## Ubicación y descripción
La Serreta negra se sitúa en el término municipal de Fraga, en la provincia de Huesca, en la frontera con la provincia de Zaragoza. Limita al norte con la llanura de Candasnos, específicamente, la plataforma estructural de La Plana Ciega, y al sur con el río Ebro, específicamente con el embalse de Mequinenza. El conjunto de sierras, lomas y laderas que forman el espacio van desde los 75 m a nivel del Ebro hasta los 394 m en el vértice del Sable, tiene unos 141 km².
Históricamente, el área fue zona de caza para los señores de Montcada y por ello el área también lleva el nombre de Vedat de Fraga (en español: vedado).

## Flora y fauna
La declaración como «zona de especial protección para las aves» de Valcuerna, la Serreta negra y Liberola (ES0000182) se realizó por las siguientes razones:

Espacio con valor ecológico y fitogeográfico excepcional en el que se combinan la estepa cerealista con el complejo de vegetación que caracteriza al dominio climático del Rhamno-Quercetum cocciferae pistacietosum. Hay flora endémica de la Depresión del Ebro con las mejores poblaciones conocidas de Ferula loscosii.
Su importancia para las aves se debe a la avifauna propia de cantiles en los cortados del río Ebro y sus barrancos tributarios y a las especies forestales que se dan cita en los bosques de la Serreta Negra.

El clima es mediterráneo árido y similar al de las localidades cercanas, Fraga, Candasnos, Mequinenza o Nonaspe. En los fondos de los valles y barrancos que bajan al Ebro se forman microclimas más húmedos. El hecho permite que se mezclen en la zona las especies vegetales mediterráneas y esteparias de las llanuras del Ebro, además de algunos endemismos. Entre los endemismos del área se cuentan Ferula loscosii y Valerianella multidentata. Los bosques están formados principalmente por pino carrasco.
La Serreta negra figura en la Red Natura 2000 con número ES2410030 desde abril de 1999. Con el objetivo de proteger a 65 especies de animales y plantas, entre los que se cuentan 57 pájaros, 2 tipos de peces, 2 mamíferos, 2 reptiles, 1 invertebrado y 1 planta.
Entre los animales y plantas más importantes protegidos de la zona están:
- Boleum asperum, una planta crucífera;
- Myotis emarginatus, un pez de río;
- Cobitis paludica, un pez de río;
- Emys orbicularis, una tortuga de río;
- Mauremys leprosa, una tortuga semiacuática;
- Myotis emarginatus, un murciélago.

## Visitas
Existen diversas rutas, tanto a pie como en bicicleta que recorren el área.